# Yūki Tabata
Yūki Tabata (en japonès: 田畠裕基, Hepburn: Tabata Yūki) és un artista de manga japonès. Després de treballar com a assistent de Toshiaki Iwashiro, va crear el one-shot Hungry Joker, que més tard es va serialitzar com a sèrie completa. Després de la seva conclusió, va iniciar Black Clover.

## Biografia
Yūki Tabata va néixer a la prefectura de Fukuoka (Japó). Abans de publicar la seva pròpia sèrie, va treballar com a assistent de Toshiaki Iwashiro. L'any 2011, Tabata va presentar Hungry Joker a la competició Golden Future Cup, en la qual va obtenir el primer premi. Aquest one-shot es va convertir més tard en una sèrie completa, que es va publicar a la revista Weekly Shōnen Jump del 2012 al 2013.
Després de la finalització de Hungry Joker, Tabata va publicar un altre one-shot, titulat Black Clover, a la revista Shōnen Jump Next!!. Aquesta obra es va convertir més tard en una sèrie completa, que va començar la serialització a Weekly Shōnen Jump el 16 de febrer de 2015. Poc després del debut de Black Clover com a sèrie completa, Tabata es va casar. Durant la primera meitat del 2017, Black Clover va esdevenir el 28è manga més venut al Japó. Un any després, tota la franquícia entera de Black Clover va ser la 24a més venuda al Japó. La sèrie ha rebut nombroses adaptacions, sobretot una sèrie de televisió d'anime.

## Estil
Tabata va afirmar que a l'hora de fer històries, vol donar una oportunitat a cada personatge en el punt de mira. Pel que fa als personatges, li agrada donar a cadascun un tret definitori perquè sigui memorable per al lector. Pel que fa als seus dissenys, va afirmar que li agrada divertir-se dibuixant, així que si una part del disseny d'un personatge el frustra, el canvia.

## Influències
Tabata ha citat Bola de Drac d'Akira Toriyama com una influència important en el seu treball, fins i tot afirmant que va ser una de les principals raons per les quals va decidir convertir-se en artista de manga. Tabata també ha citat Berserk de Kentaro Miura i Bleach de Tite Kubo com a fonts d'inspiració.

## Obres
- Hungry Joker (2012–2013) (serialitzat a Weekly Shōnen Jump )[1]
- Black Clover (ブラッククローバー, Burakku Kurōbā)  (2015-present) (serialitzat a Weekly Shōnen Jump)[1]